# Nationalpark Söderåsen
Söderåsen ist ein schwedischer Nationalpark in der historischen Provinz Schonen im heutigen Skåne län. Der Nationalpark liegt etwa 30 km von der Stadt Helsingborg entfernt in der gleichnamigen Hügellandschaft. Der Nationalpark ist der 27. Nationalpark des Landes. Mit einem Gründungsdatum von 2001 gehört er zu den jüngsten schwedischen Nationalparks. 

## Geographie
Der Park hat eine Größe von 1.625 ha und erstreckt sich über die Gemeinden Klippan und Svalöv. Die Landschaft wird von Hochebenen und bis zu 90 Meter tiefen Tälern geprägt. Vom höchsten Punkt des Parks, Kopparhatten, überblickt man das tiefste Spaltental, Skäralid. Geologisch handelt es sich bei dem den Park ausmachenden Höhenzug um einen Horst. Dieser entstand durch eine Hebungsperiode vor etwa 70–80 Millionen Jahren. Die vorherrschende Gesteinsart ist Granit.

## Natur
Das Gebiet wird von Laubwäldern, auf den Hochebenen vor allem von Buchen, an den Hängen der Täler gesellen sich auch Birken, Eichen, Ebereschen und Linden hinzu, dominiert. Aufgrund der zerklüfteten, unzugänglichen Landschaft konnten die Wälder teilweise ihren Urwaldcharakter behalten. Durch die vielen abgestorbenen Bäume (Totholz) gibt es ein reiches Insektenvorkommen mit vielen seltenen Käfern. Ein Beispiel ist der zur Familie der Schmalböcke gehörende Anoplodera scutellata. Von diesen Populationen profitiert auch eine Vielzahl von vorkommenden Vogelarten.
An nennenswerten Blütenpflanzen kommt beispielsweise die Akeleiblättrige Wiesenraute vor, die im Parkgebiet eines ihrer nördlichsten Verbreitungsgebiete erreicht. 

## Geschichte
Im Gebiet des Nationalparks lassen sich Spuren früher menschlicher Nutzung des Gebiets, wie Feldbegrenzungen und Steinwälle finden. Diese stammen teilweise vermutlich aus der Bronze- und Eisenzeit. Karten aus dem 17. Jahrhundert belegen, dass der gesamte Höhenzug mit Buchenwald bedeckt war. Durch die Nutzung als Weiden für Rinder, Ziegen und Schweine entwickelte sich allerdings im 19. Jahrhundert eine nahezu offene waldfreie Landschaft, vor allem in den Tälern. Nur die Wälder an den Steilhängen konnten diese intensivste Nutzungsperiode nahezu unbeeinflusst überdauern.
 Schon im 18. und 19. Jahrhundert war die Gegend als landschaftlich reizvoll bekannt und wurde mit dem Bau einer Eisenbahn am Ende des 19. Jahrhunderts auch leichter für Besucher zugänglich. Mit der Unterschutzstellung 2001 wird das Ziel angestrebt die südschwedische Horstlandschaft mit ihrer einzigartigen Vegetation sowie wertvoller Natur und Kultur zu erhalten.

## Tourismus
Der Haupteingang des Parks befindet sich in Skäralid, wo auch eine Ausstellung im Naturum über Natur- und Kulturgeschichte des Gebiets informiert. Der Park bietet einige Wanderpfade, über die ein Zugang zum Gebiet möglich ist. Das Jedermannsrecht ist im Parkgebiet eingeschränkt, das Feuermachen sowie Zelten ist nur an den gekennzeichneten Stellen möglich. Weiterhin bieten zwei kostenlose Übernachtungshütten Schlafgelegenheiten. Angeln ist nur mit Angelschein und nur im See Odensjön zugelassen.